# Елвин Хасан
Елвин Хасан (на македонска литературна норма: Елвин Хасан; на турски: Elvin Hasan) е политик от Северна Македония от турски произход.

## Биография
Роден е на 10 април 1985 г. в Щип. Основно и средно образование завършва в Радовиш. Висше образование завършва във Факултета по образователни науки в Университета „Гоце Делчев“ в родния си град. Магистър и доктор в Института по педагогика в областта на мениджмънта в образованието. По-късно учи управление на образованието и обществени политики в Института за образователни науки в Държавния университет на Анкара. От 2011 до 2013 г. е заместник-председател на неправителствената организация „УФУК“, а от 2013 до 2016 г. – неин секретар. Между 2016 и 2018 г. е председател на организацията. Междувременно от 2012 до 2014 г. е главен и отговорен редактор на сп. „Уфук“ на македонски език. От 2014 до 2015 г. е главен редактор на сп. „Уфук Дергиси“, списвано на турски език. През 2016 г. става главен редактор на портала и електронно списание „Хабер Македония“. През 2016 г. е заместник-директор на Държавния изпитен център. От 26 декември 2018 г. е назначен за министър без ресор, отговарящ за чуждестранните инвестиции. Отделно е асистент в групата за турски език и литература към Филологическия институт при Университета „Гоце Делчев“. Преподава още в Педагогическия факултет „Климент Охридски“ в Скопие и в Международния университет Визион в Гостивар. На 3 февруари 2019 г. е избран за заместник-председател на Партията за движение на турците.